# Международная федерация рогейна
Международная федерация рогейна (МФР) (англ. International Rogaining Federation (IRF)) — организация, занимающаяся развитием рогейна на международном уровне.
Образована 16 июня 1989 года. Зарегистрирована и базируется в Мельбурне, Австралия.
| Цели Международной федерации рогейна: - продвижение и развитие рогейна на международном уровне, - сохранение основополагающих принципов и основ рогейна, - поддержка международных правил и технических стандартов рогейна, - содействие в организации и контроль за проведением чемпионатов мира по рогейну; - обеспечение возможности международного общения участников и организаторов соревнований по рогейну. |

## Члены и наблюдатели
В соответствии с Уставом МФР её членами могут быть национальные организации, занимающиеся развитием рогейна в своей стране. Каждая организация — член МФР выдвигает в Совет Международной федерации рогейна по два делегата.

Члены и наблюдатели Международной федерации рогейна:
Члены
Наблюдатели

По состоянию на 2017 год в составе Международной федерации рогейна 10 организаций:
- Новозеландская ассоциация рогейна,
- Чешская ассоциация рогейна и горного ориентирования,
- Австралийская ассоциация рогейна,
- Федерация ориентирования Эстонии,
- Ориентирование США,
- Федерация ориентирования Украины,
- Федерация ориентирования Латвии,
- Федерация рогейна России,
- Иберогейн (Испания),
- Ассоциация рогейна Финляндии.

Также в составе Совета Международной федерации рогейна есть наблюдатели без права голоса, представляющие по состоянию на 2017 год 8 стран:
- Бразилия,
- Германия,
- Израиль,
- Канада,
- Литва,
- Чили,
- Швеция,
- ЮАР.

## Структура
Руководящим органом МФР является Совет, состоящий из обладающих правом голоса делегатов от членов МФР и должностных лиц МФР, а также не обладающих правом голоса лиц административного персонала МФР и наблюдателей.
Исполнительным органом МФР является Комитет, состоящий из руководящих лиц МФР (президент, вице-президент, секретарь и казначей) и лиц административного персонала МФР (менеджер по продвижению и развитию, менеджер чемпионатов мира, технический менеджер, менеджер по связям с общественностью Ассоциации рогейна штата Виктория).

## Президенты
- C 16 июня 1989 года до 1 февраля 2013 года — Нейл Филлипс (Австралия),
- C 1 февраля 2013 года по настоящее время — Ричард Робинсон (Австралия)[4].